# Ligne des Aubrais - Orléans à Malesherbes
La ligne des Aubrais - Orléans à Malesherbes est une ligne ferroviaire française du département du Loiret fermée au trafic voyageur et partiellement ouverte au trafic marchandises.
Elle constitue la ligne 683 000 du réseau ferré national.
La ligne était aussi reliée à la ligne principale de la Compagnie du chemin de fer de Paris à Orléans (PO) au niveau d'Étampes, par la Ligne d'Étampes à Beaune-la-Rolande, fermée également en 1969.

## Histoire
Les lignes « de Pithiviers à la ligne de Corbeil à Montargis » et « de Pithiviers à la ligne de Paris à Orléans, près de cette dernière ville » sont concédées à titre éventuel à la Compagnie du chemin de fer de Paris à Orléans par une convention signée le 11 juin 1863 entre le ministre des Travaux Publics et la compagnie. Cette convention est approuvée par un décret impérial le 6 juillet 1863.
La Compagnie du chemin de fer de Paris à Orléans obtient en 1865 la concession d’une ligne reliant, via Pithiviers, sa ligne de Paris à Bordeaux au réseau de la Compagnie des chemins de fer de Paris à Lyon et à la Méditerranée dans le Loiret.

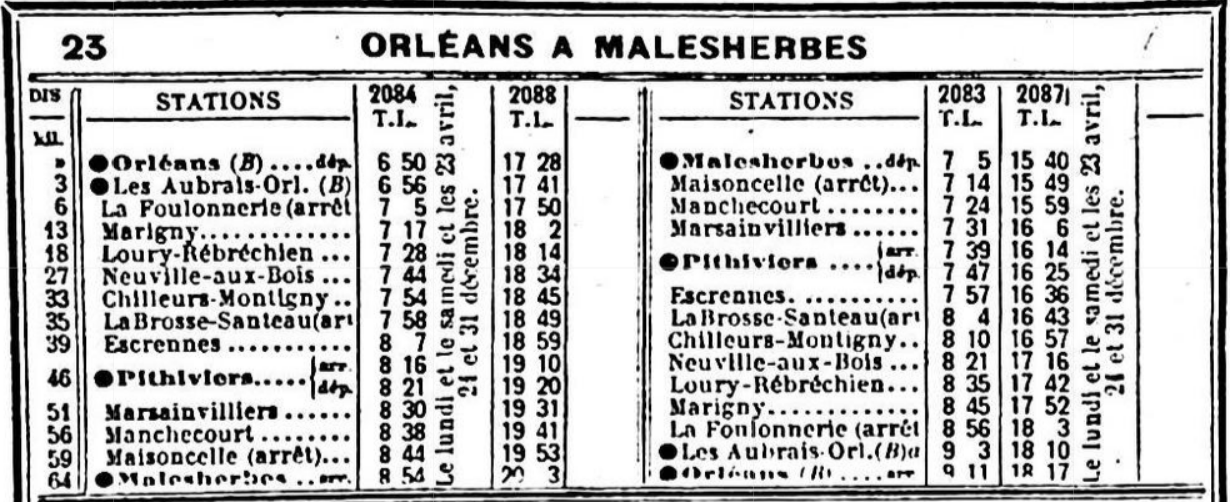
Desserte journalière de la ligne Orléans à Malesherbes par le PO lors du service hiver 1921

Les travaux sont retardés par les rivalités entre les deux compagnies, et par la guerre franco-allemande de 1870. La ligne dessert notamment Pithiviers. La ligne sera finalement inaugurée en 1872, et desservie par un omnibus pendant presque un siècle, jusqu’à sa fermeture en 1969, où cette liaison sera remplacée par un autocar.